# 高雄市立苓雅國民中學
高雄市立苓雅國民中學（英語：Kaohsiung Municipal Lingya Junior High School），簡稱苓雅國中、苓中，英語縮寫為LYJH，是高雄市苓雅區的一所國民中學。

## 簡介
歷任校長經營擘劃，樹立團結、和諧、樸實校風；
近年來更朝學生多元發展、充實基本學力為辦學之核心價值 ，把人文素養視為軸心、
重視品德教育，配合各種多元化課程。
校地面積約二．二頃，各專科教室齊全，軟硬體設備充實，活動中心內部設有禮堂、
圖書館、舞蹈教室、球場及健力訓練室。

## 沿革
- 原為「高雄市立第二中學分校」，1957年（民國46年）獨立設校，改名為「高雄市立第五初級中學」。
- 1968年配合九年國民教育，易名為「高雄市立苓雅國民中學」。
- 1993年11月6日，五名學生在旗津區戲水時發生意外，1996年建碑。

## 舞蹈班
耕耘舞蹈，熱愛舞蹈，享受舞蹈！
- 民國70年，奉教育部指示辦理舞蹈實驗班
- 98學年申請轉型為『藝術才能班舞蹈類』
- 99學年4月正式招收『藝術才能班舞蹈類』學生至今。
- 高雄市立苓雅國中舞蹈班自民國70年獲准設立，迄今已有40年歷史，歷年來孕育傑出優秀舞蹈人才，也致力推廣舞蹈教育，支援各項慶典表演、公益活動。

## 知名校友
- 葉曉霏 第25屆台北電影獎『最佳新演員』
- 洪佩瑜 第34屆金曲獎『最佳新人獎』

## 歷任校長
第一任校長－周英健先生（1957年－1965年）
第二任校長－杜萬才先生（1965年－1971年）
第三任校長－謝重光先生（1971年9月－1980年8月）
第四任校長－曾文卿先生（1980年8月－1991年7月）
第五任校長－王武義先生（1991年8月－1996年7月）
第六任校長－黃萌勤先生（1996年8月－2004年7月）
第七任校長－薛東埠先生（2004年8月－2010年7月）
第八任校長－姜正明校長（2010年8月－2018年7月）
第九任校長－洪杏杰校長 (2018年8月－2022年1月)
代理校長-葉政皇校長（2022年2月-2022年8月）
第十任校長–陳建興校長（2022年8月-）

## 外部連結
https://www.facebook.com/khlyjh/ （页面存档备份，存于）